# Réserve naturelle de l'île de Varano
La réserve naturelle de l'île de Varano est un espace naturel protégé situé sur la bande côtière qui sépare le lac de Varano de la mer Adriatique dans les communes de Cagnano Varano et Ischitella, dans la province de Foggia des Pouilles, .
Créée en 1977 , c'est une réserve naturelle intégrale et occupe une superficie de 145 hectares, au sein du parc national du Gargano . 

## Faune
L'avifaune est très riche, comme dans toutes les zones humides d'Italie : de nombreux cormorans (jusqu'à 3000) vivent dans la Foce Capoiale, une frazione de Cagnano Varano. Il existe également de nombreux grèbes huppés et de petits harles huppés, une espèce de canard qui peut atteindre 129 km/h en vol horizontal.
D'autres oiseaux aquatiques présents sont la foulque macroule et d'autres canards des pays nordiques, qui passent l'hiver ici, comme le Fuligule milouinan et le garrot à œil d'or. On observe diverses espèces de hérons, typiques de toutes les zones humides italiennes : le héron cendré, le héron pourpré, l'aigrette garzette et la grande aigrette, qui peuvent souvent être confondues avec l'aigrette garzette. Très simplement, le grand héron blanc qui possède, en hiver, un bec jaune au lieu du noir de son « cousin ». Le martin-pêcheur
est incontournable, tandis que sur les dunes autour du lac on trouve des courlis cendrés, des bécassines et des échasses à ailes noires, qui nichent également ici.

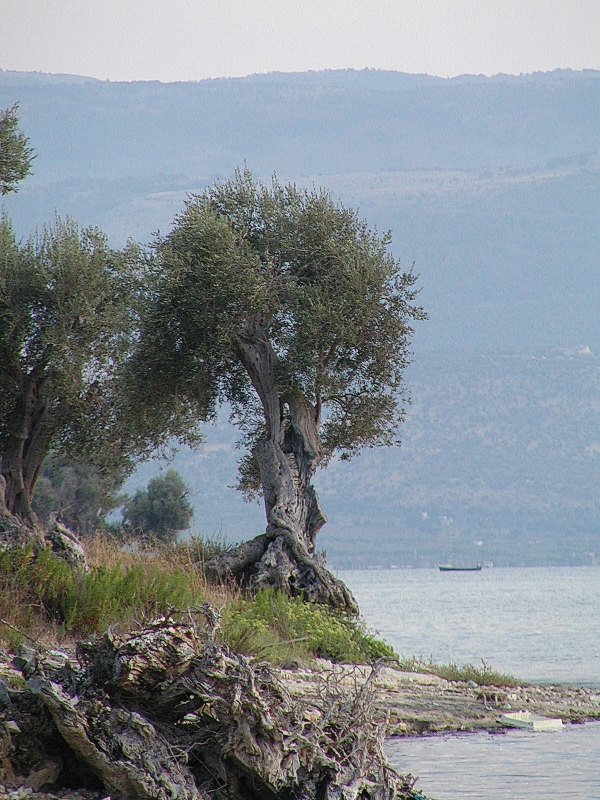
Un olivier au bord du lac de Varano

## Flore
La flore aquatique comprend de nombreux nénuphars communs et de nombreux roseaux de tous types. Sur le continent autour du lac, le maquis méditerranéen domine surtout, ainsi que le saule pleureur. La côte est couverte avec du pin parasol, du pin maritime et d'eucalyptus .